# Phoroncidia jacobsoni
Phoroncidia jacobsoni là một loài nhện trong họ Theridiidae.
Loài này thuộc chi Phoroncidia. Phoroncidia jacobsoni được Eduard Reimoser miêu tả năm 1925.